# Rhea Seehorn
Deborah Rhea Seehorn (Norfolk, Virginia; 12 de mayo de 1972) es una actriz estadounidense. Es conocida principalmente por interpretar a Kim Wexler en la serie Better Call Saul. Anteriormente tuvo papeles recurrentes en series como I'm with Her y Franklin & Bash.

## Biografía
Seehorn nació en Norfolk, Virginia, aunque creció entre Japón, Arizona y Washington D. C. Estudió pintura y arquitectura, siguiendo los pasos de su padre y de su abuela. Seehorn se graduó en Bellas Artes en la George Mason University en 1994, donde comenzó a sus primeras actuaciones en el teatro de la facultad.
Tras varios papeles secundarios y recurrentes en telefilmes y series de televisión, en 2015 consiguió el papel de la abogada Kimberly Wexler en la serie de AMC Better Call Saul, rol que le ha llevado a la popularidad.

## Filmografía

### Cine
| Año  | Título                     | Papel       | Notas        |
| ---- | -------------------------- | ----------- | ------------ |
| 1998 | A Case Against Karen       | Shari       |              |
| 1999 | Why Spain?                 |             |              |
| 1999 | The Pitch                  | The Pitcher | Cortometraje |
| 2000 | The Gentleman              | Novia       | Cortometraje |
| 2000 | Eat Me!                    | Glynna      |              |
| 2001 | Riders                     | Bitsy       |              |
| 2006 | The Shaggy Dog             | Lori        |              |
| 2021 | La apariencia de las cosas | Justine     |              |
| 2022 | Linoleum                   | Erin Edwin  |              |
| 2024 | Bad Boys IV                | TBA         | En rodaje    |

### Televisión
| Año           | Título                             | Papel                   | Notas                                            |
| ------------- | ---------------------------------- | ----------------------- | ------------------------------------------------ |
| 1997          | Homicide: Life on the Street       | Jenny                   | 1 episodio                                       |
| 2003–2004     | I'm with Her                       | Cheri Baldzikowski      | 22 episodios                                     |
| 2005          | Head Cases                         | Nicole Walker           | 6 episodios                                      |
| 2005          | Romy and Michele: In the Beginning | Ashley Schwartz         | Telefilme                                        |
| 2007          | The Singles Table                  | Stephanie Vogler        | 6 episodios                                      |
| 2007          | The Thick of It                    | Ollie Todzio            | Telefilme                                        |
| 2009          | Eva Adams                          | Eva Adams               | Telefilme                                        |
| 2008          | The Starter Wife                   | Charlotte               | 4 episodios                                      |
| 2009          | American Dad!                      | Waitress (voz)          | episodio: "Stan Time"                            |
| 2009          | Trust Me                           | Brooke                  | 3 episodios                                      |
| 2009          | Dollhouse                          | Jocelyn Bashford        | episodio: "Haunted"                              |
| 2010          | Burn Notice                        | Patty                   | episodio: "Breach of Faith"                      |
| 2010          | The Closer                         | Judy Lynn               | episodio: "Last Woman Standing"                  |
| 2011–2013     | Whitney                            | Roxanne                 | 38 episodios                                     |
| 2011–2014     | Franklin & Bash                    | Ellen Swatello          | 11 episodios                                     |
| 2013          | Family Guy                         | Joanie Cunningham (voz) | episodio: "Save the Clam"                        |
| 2014          | House of Lies                      | Samantha                | 2 episodios                                      |
| 2015–2022     | Better Call Saul                   | Kimberly «Kim» Wexler   | Elenco principal                                 |
| 2017          | Shut Eye                           | Madre de Charlie        | 2 episodios                                      |
| 2018          | Law & Order: Special Victims Unit  | Martha Cobb             | episodio: "Info Wars"                            |
| 2018          | Robot Chicken                      | Karen                   | episodio: "Your Mouth Is Hanging off Your Face"  |
| 2019          | Veep                               | Michelle York           | 5 episodios                                      |
| 2019          | The Act                            | Janet                   | episodio: "A Whole New World"                    |
| 2019          | The Twilight Zone                  | Martha Miller           | Episodio: "Not All Men"                          |
| 2021          | Ridley Jones                       | Ida (voz)               | 6 episodios                                      |
| 2021          | The Harper House                   | Debbie Harper (voz)     | 10 episodios                                     |
| 2022–presente | Cooper's Bar                       | Kris Latimer            | Cortometrajes; cocreadora y productora ejecutiva |
| 2023          | Monster High                       | Medusa Gorgon (voz)     | episodio: "That Thing You Deuce!"                |
| 2023 - 2024   | Invencible                         | Andressa (voz)          | 2 episodios                                      |
| 2024          | Mis aventuras con Superman         | Lara (voz)              | episodio: "Pierce the Heavens, Superman!"        |

## Premios y nominaciones
Premios Satellite
| Año  | Categoría                                                 | Trabajo          | Resultado |
| ---- | --------------------------------------------------------- | ---------------- | --------- |
| 2015 | Mejor actriz de reparto para serie, miniserie o telefilme | Better Call Saul | Ganadora  |
| 2016 | Mejor actriz de reparto para serie, miniserie o telefilme | Better Call Saul | Ganadora  |

Premios Saturn
| Año  | Categoría                             | Trabajo          | Resultado |
| ---- | ------------------------------------- | ---------------- | --------- |
| 2017 | Mejor actriz de reparto en televisión | Better Call Saul | Ganadora  |